# Giuseppe André
Giuseppe André (Nizza, 1844 – Torino, 1903) è stato un giornalista e scrittore italiano.

## Biografia
Fu il direttore de La Voce di Nizza e successivamente de Il Pensiero di Nizza, l'ultimo quotidiano nizzardo in lingua italiana, soppresso dalle autorità francesi nel novembre 1895.
Quando il suo giornale fu soppresso, dovette andare esule a Roma dove non ottenne alcun aiuto dalle autorità italiane. Infine, quando era già molto malato, indigente, grazie all'intervento del capitano dello Stato maggiore del Genio De La Penne, originario di Nizza, entrerà nella redazione de L'Italie, di cui fu redattore capo per qualche mese. Ironia della sorte, diresse un giornale di lingua francese a Roma.

## Opere
Delle sue opere principali ricordiamo: Strenna nizzarda per l'anno 1873 (I Nizzardi ai loro Fratelli Italiani),Torino, 1873, scritta assieme a Francesco de Orestis, Claudio Giordano, Giuseppe Bianchi ed Eugenio Emanuel; Nizza negli ultimi quattro anni,
Nizza, 1875 (testimonianza sui Vespri nizzardi, i moti antifrancesi e filoitaliani del 1871); Nizza: 1792-1814, Nizza, 1894 (testimonianza dell'occupazione di Nizza da parte della Francia nel periodo indicato).